# Acrida gigantea
Acrida gigantea är en insektsart som först beskrevs av Herbst 1794.  Acrida gigantea ingår i släktet Acrida och familjen gräshoppor. Inga underarter finns listade i Catalogue of Life.